# Мого
Мо́го (англ. Mogo) — персонаж из комиксов, издаваемых DC Comics, живая планета, член Корпуса Зелёных фонарей. Был создан писателем Аланом Муром и художником Дэйвом Гиббонсом, впервые появился в Green Lantern том 2 #188 (май 1985), в истории Mogo Doesn’t Socialize.

## История персонажа
Мого является живой планетой и самым большим из всех Зеленых Фонарей. Когда Мого желает показать свою принадлежность к Корпусу, он двигает листву вокруг своего экватора, превращая её в зелёную полосу с символом Зелёного Фонаря посередине.
В своих ранних выступлениях Мого редко взаимодействует с остальной Вселенной DC — отсюда и название «Мого не общается». В первом появлении Мого это объясняется тем, что его гравитационное поле посеяло бы хаос на любой другой планете, поэтому Мого предпочитает представлять себя с помощью голографических проекций. Но позже Мого показал способность контролировать свою силу тяготения.
Одним из первых противников Мого был Болфунга Неумолимый, пытающийся выследить и победить мифического Зелёного Фонаря Мого, которого последний из противников Болфунги назвал самым могучим из Фонарей. Поиски привели Болфунгу на планету, где, как он думал, и проживал Мого, он потратили годы на поиски Мого на этой планете, ища любой признак присутствия энергии Зелёного Фонаря, но после он осознал, что Мого был самой планетой, где он находился, и после обнаружения этого он бежал.
Мого однажды послал проекцию Фонаря к охотнику за головами Лобо, чтобы приобрести у него космических дельфинов. Когда Лобо попытался вернуть их, проекция Мого убедила его не делать этого. Лобо так и не обнаружил, что имел дело с живой планетой. В то же время Мого позволял инопланетным расам жить на его поверхности и был готов изменить свои климатические условия в соответствии с ними. Эти жители не всегда знают, что их дом живёт и наблюдает за ними.

### Изумрудные сумерки, Сон и Пробуждение
Когда Параллакс, который в то время вселился в тело Хэла Джордана, уничтожил Центральную Батарею Силы на Оа и убил Стражей, Мого потеряли контакт с энергией воли, которая помогла ему поддерживать. Он пребывал в секторе 1014 в поисках Зелёного Фонаря Ч’Па, не подозревая, что его друг умер давно. Не имея постоянного притока энергии от Центральной Батареи, Мого теряет сознание и дрейфует по сектору 1014, пока его не обнаруживает кочевая группа пришельцев. Эти пришельцы приземлились на Мого и принялись лишать его природных ресурсов и загрязнять окружающую среду. Тело Мого инстинктивно отреагировало, создавая энергетические конструкции с целью препятствовать усилиям пришельцев использовать его ресурсы. Мого был спасён последним Зелёным Фонарём Кайлом Райнером, который использовал своё кольцо силы, чтобы пробудить спящую планету. После пробуждения Мого предложил пришельцам дальше селиться на нём и предложил взять на себя все их потребности, но упрямые существа решили отказаться от своих поселений и покинули Мого. Мого позже сообщил Райнеру, что пришельцы уехали потому, что он планировал в отместку за своё загрязнение дать им ужасную погоду.
Мого появился в Green Lantern Corps: Recharge #2, где его попросили помочь в противодействии Раннианским и Тангарианским силам. Зелёные Фонари Кайл Райнер, Гай Гарднер, Стел и Зелёный Человек были посланы уничтожить вражеский флот, после чего использовали поверхность Мого для отдыха (про что Гарднер пошутил, что Мого хочет общаться). После восстановления Корпуса Зелёных Фонарей Мого получил в партнёры Фонаря по имени Бззд, похожего на насекомое. Бззд был убит в битве с Монгулом Вторым.
В восстановленном Корпусе Мого взял на себя роль планеты для тренировок и отдыха Зелёных Фонарей. Сораник Нату, Кайл Райнер и другие Фонари неоднократно путешествовали в его сектор просить о помощи.

### Бесконечный кризис
Мого сыграл непосредственную роль в Бесконечном кризисе, когда Зелёные Фонари, Супермен и Кал-Л (Супермен с Земли-2) планировали остановить злодея Супербоя-Прайма. Супермен решает хитростью протащить злодея через красную звезду Рао, что должно ослабить его, после чего Криптонцы падают на Мого, который переместился чтобы поймать их. Супербой-Прайм терпит поражение от Супермена, Корпус берёт его под стражу, но Кал-Л и множество Зелёных Фонарей погибают. Мого выражает Хэлу Джордану соболезнование по поводу гибели товарищей.

### Пророчество и Война Корпуса Синестро
Существовало пророчество, рассказанное Абин Суром, в котором говорится о том, что Мого станет последним Зелёным Фонарём. В битве с Империей Слёз Разумный город Ранкс запустит бомбы к ядру Мого, тем самым уничтожив его, что станет концом всего Корпуса. Однако последующие события во время Войны Корпуса Синестро показали, что данное пророчество было ошибочным.
В Green Lantern Corps #11 Мого показывает Киловогу изображения его смерти, толкая его на безумие и ненависть к Корпусу Зелёных Фонарей. Затем он начал манипулировать умами Фонарей, обратившихся к нему за консультацией, настраивая Фонарей друг против друга. Такое поведение было вызвано вирусом Деспотеллисом из Корпуса Синестро. Ненадолго вырвавшись из-под контроля вируса Мого меняет свою траекторию и сталкивается с астероидом, что убивает Деспотеллиса, а его остатки были уничтожены другими Фонарями.
Корпус Синестро нападает на Мого вместе с Ранксом, который начинает бурить в теле живой планеты скважины с целью установки там бомб. Нападение Корпуса Синестро побудило Стражей внести изменения в Книгу Оа, разрешив Зелёным Фонарям убивать своих врагов. В результате Ранкс был уничтожен, а Корпус Синестро покинул Мого.

### Темнейшая ночь
Во время Темнейшей ночи на Оа нападает Корпус Чёрных Фонарей. Салаак, видя, как погибает множество Зелёных Фонарей, принимает решение, что все освободившиеся кольца должны быть доставлены на Мого, чтобы уберечь их потенциальных владельцев, боясь, что новички будут быстро уничтожены. Сораник Нату так же решает отвезти на Мого раненных из лазарета, но видя, как на Кайла Райнера нападает Чёрный Фонарь Джейд, приходит к нему на помощь, доверяя доставку раненных своей подруге Иоланде.
Тем временем Мого, не желая оставаться в стороне, сам приближается к Оа и резко увеличивает свою силу тяготения, притягивая всех Чёрный Фонарей на свою поверхность и всасывая их к себе в ядро, где как он сообщил, «Они будут гореть, на веки вечные».
После успешного завершения битвы и уничтожения Чёрных Фонарей Мого и остальные Зелёные фонари вместе с членом Племени Индиго Мунком и Звёздным Сапфиром Мири столкнулись с гневом Красного кольца, которым обладал Гай Гарднер, захваченный его силой гнева. Мири пытался восстановить у Гая человечность, но это было безрезультатно. В конце концов у Мого получается очистить Гарднера от инфекции красного света. Тем не менее, он предупреждает, что некоторое влияние все же останется, и что единственная сила, которая может полностью устранить влияние красного кольца — это кольцо Синего фонаря.

### Война Зелёных Фонарей
Злодей по имени Крона, решив подчинить себе Зелёных Фонарей, добавляет в кольца жёлтую примесь. Попавший под его влияние Мого начинает выпускать тысячи инфицированных колец, увеличивая армию Кроны. Джон Стюарт и Кайл Райнер пытались освободить его из-под контроля, но у них не получилось из-за примеси чёрной энергии, которая ещё содержалась в Мого со времён Темнейшей ночи. Джон Стюарт впитывает в себя Чёрную энергию, выходит на орбиту Мого, и, не видя другого выхода, стреляет в него впитанной энергией, убивая живую планету.

## Силы и способности
Мого является обладателем кольца силы Зелёного Фонаря, которое позволяет ему выполнять самые разнообразные эффекты и манипулировать энергией с помощью силы воли.
В дополнение к силам Зелёного Фонаря Мого, будучи живой планетой, может изменять свою погоду, состояние поверхности и рост растений, а также передвигается через пространство быстрее скорости света. Мого имеет форму сенсорного или экстрасенсорного понимания того, что происходит вокруг и на нём. Тем не менее, его благополучие в значительной степени поддерживается постоянным притоком энергии от батареи Зелёного Фонаря. Без неё он может потерять свои силы и даже впасть в коматозное состояние.
Мого также телепатически указывает кольцам Зелёного Фонаря после гибели их хозяев путь к новым живым существам.

## Альтернативные версии

### Зелёный Фонарь против Чужих
В мини-серии Green Lantern versus Aliens Мого принял на свою поверхность группу Чужих, которых поселил туда Хэл Джордан, желавший избежать их убийства, полагая, что они всего лишь животные, и, следовательно, не являются злыми. Несколько лет спустя на Мого прилетел Кайл Райнер с группой Зелёных Фонарей для спасения потерпевшего крушение корабля. Это была первая встреча Райнера с живой планетой, хотя непосредственно они не общались.

## Появление вне комиксов

### Мультипликация
- Мого появляется и играет ключевую роль в серии «Глаза Десперо» (1x10) мультсериала «Бэтмен: отважный и смелый». Десперо берёт Мого под свой контроль, как часть своего плана. Но позже живая планета была освобождена Г’нортом. Здесь Мого проявляет повышенный контроль над своей сушей.
- Мого появляется в полнометражном мультипликационном фильме «Зелёный Фонарь: Изумрудные рыцари». Он впервые появляется в воспоминаниях Хэла Джордана, что является адаптацией первой истории комиксов о Мого. В кульминационный момент фильма Мого прибыл, чтобы помочь своим товарищам в битве против злодея по имени Крона. В ходе сражения Корпус жертвует своей планетой Оа, после чего Мого добровольно предоставил своё тело для временного нахождения штаба Корпуса.
- Мого появляется в серии «Lost Planet» анимационного мультсериала «Зелёный Фонарь». В этой серии Хэл Джордан вместе с Киловогом прилетают на планету, где кольцо выбрало следующего Зелёного Фонаря. Оказалось, что все жители планеты — преступники, чьи корабли сбивал Мого и держал их там, пока преступники не исправятся. Джордан пробурил землю, чтобы передать кольцо Мого[1].
- В эпизоде «История дня благодарения» мультсериала «Южный парк» 2011 года на карте Пилигримов пятой планетой, по словам Капитана, не имеющей значения, указана «Планета Зелёный Фонарь», изображённая с огромным знаком Фонарей на поверхности. Судя по всему, это Мого.[2][3]